# Tudorstil

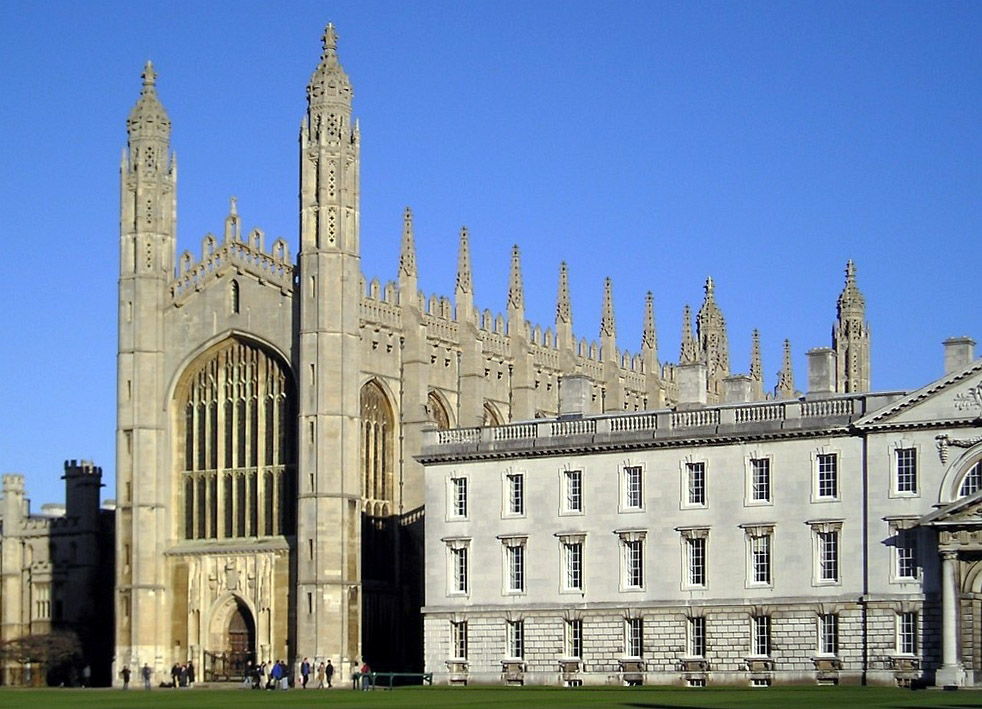
King's College Chapel, Cambridge

Tudorstil är en brittisk arkitekturstil som kom fram under tudortiden (1485-1603). I sitt slutskede tog den upp dekorativa element från renässansen, men var i grunden en sengotisk stil. När renässansstilen börjar influera arkitekturen under det elisabetanska styret räknar man den oftast en separat del av den engelska arkitekturhistorien, som Elisabethansk stil. Den föregicks av perpendikulärstilen.

## Exempel på byggnader

### Kyrkobyggnader
- Henrik VII:s kapell vid Westminster (1503)
- King's College Chapel, Cambridge
- St. George's Chapel, Windsor Castle

### Övriga byggnader
- Kirby Hall (1572)
- Longford Castle (1591)
- Holland House (1607)
- Hatfield House (1611, pl. XV)
- Bliching Hall (1619-20)